# Diankabou
Diankabou est une localité et une commune rurale du Mali, chef-lieu d'arrondissement dans le cercle de Koro et la région de Bandiagara.

## Villages
La commune s'étend sur 19 localités relevées lors du recensement général de 2009. 
Les villages les plus peuplés sont :
- Gondo Ogourou Dogon (2 260 habitants)
- Anakila (1 046 habitants)
- Diankabou Dogon (910 habitants)